# Vohitra
Vohitra este un gen de molii din familia Lymantriinae.